# Sunlight
Sunlight — российская розничная сеть мультибрендовых ювелирных магазинов, принадлежащая группе компаний «Оникс». Основной офис сети находится в Москве.

## История
Изначально компания работала как дистрибьютор российских производителей украшений — ювелирных заводов «Адамас», «Бронницкий ювелир» и др. В начале 2000-х стала дистрибьютором ещё и ювелирных изделий из Китая.
В 2005 году совладельцы ГК «Оникс» основали собственный ювелирный бренд Sunlight. Фирменным цветом марки был выбран красный. В 2008 году «Оникс» провела первую рекламную кампанию в поддержку собственного бренда: на уличных щитах и в телевизионных роликах предлагалось купить бриллиантовую подвеску за 3500 руб..
Продукция Sunlight поначалу продавалась в мультибрендовых ювелирных магазинах во всех регионах России. В 2009 году руководство компании приняло решение о создании розничной сети фирменных магазинов Sunlight. В том же году в Москве был открыт первый магазин сети. В ноябре 2011 года компания запустила первые два ювелирных гипермаркета Sunlight площадью более 500 м².
По состоянию на декабрь 2014 года Sunlight входит в число пяти крупнейших ювелирных сетей России по расчетам журнала «РБК».
В 2015 компания расширила спектр своих услуг, открыв сеть ломбардов. Sunlight Ломбарды предлагают клиентам возможность быстро получить краткосрочные займы под залог драгоценных металлов и ювелирных украшений.
В 2018 году число магазинов ювелирной сети составило около 385 точек. По словам основателя компании, в 2020 году Sunlight насчитывал 350 магазинов (на официальном сайте сети значилось 380 точек) в 156 городах Российской Федерации. По состоянию на 30.09.2023 года сеть представлена 620 магазинами.
В 2023 году АКРА присвоило ООО «Солнечный Свет» кредитный рейтинг А-(RU), прогноз «Стабильный», также «Эксперт РА» присвоило рейтинг ruА- со стабильным прогнозом.
В июле 2023 года компания запустила дейтинг-сервис «Sunlight Знакомства» в собственном мобильном приложении.
Официальный бот в Telegram https://t.me/sunlight_club_bot

## Ассортимент
Производство ювелирного гипермаркета Sunlight сосредоточено на заводах в Костроме, Москве, Санкт-Петербурге, Новосибирске, Екатеринбурге, Красноярске и Ижевске. Компания также сотрудничает с локальными ювелирными поставщиками, у которых уже есть собственное производство.
В Sunlight представлено более 120 российских производителей и ювелирных заводов.
В ассортименте Sunlight преобладают маленькие и легкие изделия с тонкими застежками. Чтобы поддерживать невысокую себестоимость для производства продукции используются мелкие драгоценные камни и небольшой объём благородных металлов. Таким образом, «бриллиантовая россыпь», о которой заявляют Sunlight, представляет собой наличие в изделии алмазов с 17 гранями (бриллианты классической огранки имеют 57 граней и обходятся, примерно, в 1,5 раза дороже).

## Спам и реклама
Согласно Hi-tech Mail.ru, бренд Sunlight продвигался через спам в мессенджерах. Сообщения от Sunlight, по определению издания, являлись, теоретически, таргетированным спамом. По данным источника, это была «часть рекламной стратегии организации», которая была «призвана увеличить эффективность благодаря нестандартному каналу коммуникации и небольшим затратам». В Sunlight в период подготовки материала к публикации отказались комментировать изданию риски негатива от пользователей.
Для привлечения покупателей сеть заявляла, что Sunlight ликвидируется и распродаёт нереализованную продукцию, однако её магазины продолжали работать во многих российских городах. Так, с 2017 по 2019 год на страницах компании и региональных сообществ во «ВКонтакте» появлялось сообщение, что «магазины Sunlight в вашем городе закрываются», а товар распродают «со скидками до 80 %». В 2020 году на официальном сайте Sunlight был размещен баннер с надписью «Извините, мы закрываем магазины в г. (название города может меняться). Распродаем последнее до −80 %». При этом в списке закрывающихся магазинов в Москве значились точки, работавшие после заявления. По данным Forbes, со слов представителей торговых центров, где были расположены магазины, информации о съезде арендатора не поступало. По словам основателя сети, новость о закрытии магазинов не являлась ложной, так как в 2020 году уже было закрыто 62 точки продаж.

## Претензия к Sunlight
Согласно интернет-газете The Village, ювелирный магазин Sunlight скопировал украшение в форме Чупа-Чупса от уральского бренда Avgvst. По словам основательницы марки Натальи Брянцевой, позаимствована была даже рекламная кампания подвески. Брянцева сообщила, что её юристы зафиксировали все факты нарушений, провели экспертизу и собрали другие необходимые доказательства, а также подготовили досудебную претензию, которая направлена в офис Sunlight. Редакция The Village попыталась связаться с Sunlight по поводу претензии Брянцевой, но, согласно автору материала Анне Соколовой, до публикации материала комментариев получить не удалось.

## Правовое регулирование
В конце 2016 Арбитражный суд города Москвы признал сеть уклонявшейся от уплаты налогов. Как следует из решения суда, компании-посредники «Оникса» покупали украшения у производителей из Китая и Гонконга, затем делали наценку в размере более 50 % и продавали товар «Ониксу». Полученную от этой схемы прибыль компании-посредники переводили в фирмы-однодневки по договорам на предпродажную подготовку изделий, которая по факту не производилась. По решению суда ФНС доначислила ГК «Оникс» около 730 млн руб. НДС и налога на прибыль с пенями и штрафами. В 2017 году компания произвела попытку оспорить решение налоговой службы в Арбитражном суде города Москвы, но тот встал на сторону ФНС. На тот момент юрист Sunlight ответил, что сотрудники, которые принимали участие в проверке, больше не работают в компании, поэтому прокомментировать данный инцидент сеть не может.
В сентябре 2019 года Управление ФАС по Волгоградской области оштрафовало сеть Sunlight за использование рекламы ложного ухода с рынка.